# Arroyo Cabelludo
Der Arroyo Cabelludo ist ein Fluss im Westen Uruguay.
Er entspringt auf dem Gebiet des Departamento Soriano, in dessen Zentrum er verläuft und mündet in den Arroyo Bequeló.